# 2,4-Dinitrophenylhydrazin
2,4-Dinitrophenylhydrazin ist eine chemische Verbindung aus der Gruppe der aromatischen Hydrazine mit der Summenformel C6H6N4O4.

## Gewinnung und Darstellung
Die Darstellung kann durch Umsetzung von 2,4-Dinitrochlorbenzol mit Hydrazin erfolgen.

## Eigenschaften
2,4-Dinitrophenylhydrazin ist ein rot-oranger, kristalliner und geruchloser Feststoff.  Die Verbindung kristallisiert in einem monoklinen Kristallgitter mit der Raumgruppe P21/c  mit a = 4,819 Å, b = 11,625 Å, c = 14,268 Å und β = 97,04°. Die Verbindung zersetzt sich oberhalb des Schmelzpunktes stark exotherm. Die mittels DSC bestimmte Zersetzungsenthalpie beträgt −1178 kJ·kg−1 bzw. −233,4 kJ·mol−1. Bei der Zersetzung entstehen nitrose Gase.
Trockenes 2,4-Dinitrophenylhydrazin ist explosionsgefährlich und unterliegt dem deutschen Sprengstoffgesetz (SprengG). Es ist dort in der Altstoffliste der Stoffgruppe C zugeordnet. Das kommerzielle Produkt wird phlegmatisiert mit 33 % Wasser in Verkehr gebracht. Dieses ist ebenfalls nach SprengG in die Stoffgruppe C eingeordnet. Entsprechend den Einstufungskriterien nach GHS und den Transportvorschriften ist das wasserhaltige Material als desensibilisierter explosiver Stoff, Kategorie 1 bzw. brennbarer Feststoff der Klasse 4.1 Verpackungsgruppe I eingestuft. Die Lagerklasse ist 4.1 A (Sonstige explosionsgefährliche Stoffe). Im Gegensatz zum trockenen ist das wasserhaltige Produkt nicht mehr schlag- und reibempfindlich.
Es werden „erhebliche, negative Auswirkungen auf menschliche Gesundheit und Wasserökologie“ erwähnt. Diese eher subjektive und unbestimmte Aussage erlaubt jedoch keine Zuweisung von Gefahrenmerkmalen. Es liegt nur eine geringe akute Toxizität vor. Ähnlich wie andere als Düngemittel verwendete Stoffe, kann von negativen ökologischen Auswirkungen ausgegangen werden, wenn der Stoff ungewollt und in hoher Konzentration in die Umwelt gelangt.

## Verwendung
2,4-Dinitrophenylhydrazin dient als Nachweisreagenz für die Carbonylgruppe, einer funktionellen Gruppe in organisch-chemischen Verbindungen. Die Reaktion ist spezifisch für Carbonylgruppen von Aldehyden und Ketonen, mit Carbonsäuren, Amiden oder Estern erfolgt dagegen keine Reaktion. Der erste Schritt ist eine nucleophile Addition der NH2-Gruppe an die Carbonylgruppe, danach wird ein Molekül Wasser abgespalten. Bei dieser Kondensationsreaktion reagieren Aldehyde und Ketone zum entsprechenden 2,4-Dinitrophenylhydrazon (C=N–NHAr). Mechanistisch entspricht diese Kondensationsreaktion unter Wasserabspaltung der Bildung von Iminen aus primären Aminen und Aldehyden bzw. Ketonen.

Reaktion der Carbonylgruppe mit 2,4-Dinitrophenylhydrazin

Die Probe wird mit 2,4-Dinitrophenylhydrazin unter leicht sauren Bedingungen umgesetzt. Insbesondere in wässrigen Proben fallen die aus Aldehyden und Ketonen gebildeten Hydrazone als Niederschlag aus und weisen unterschiedliche, aber scharfe Schmelzpunkte auf, was die Identifizierung des Hydrazons (und damit des Ausgangsprodukts) durch eine Schmelzpunktmessung und Vergleich mit tabellierten Werten ermöglicht. Die Farbigkeit der Hydrazone erlaubt auch eine Schnellprüfung von Dünnschichtchromatogrammen mittels einer DNPH-haltigen Tauchreagenz. Ebenso dient DNPH im DNPH-Verfahren zur Emissionsmessung von Aldehyden und Ketonen in Abgasen als Nachweisreagenz.
Als weitere technische Anwendungen werden Sprengstoffe, Pestizide, das Plattieren, Treibmittel, Photographie und Raketentreibstoffe genannt.